# Rhinotorus similis
Rhinotorus similis là một loài tò vò trong họ Ichneumonidae.